# Peter Mark Roget
Pour les articles homonymes, voir Roget.
Peter Mark Roget, né le 18 janvier 1779 à Soho (Londres), et mort le 12 septembre 1869 dans le Worcestershire, est un médecin, théologien naturel, lexicographe et secrétaire fondateur de  The Portico Library. Il est surtout connu pour avoir publié, en 1852, le Thesaurus of English Words and Phrases, un recueil classé de mots apparentés. En 1824, il fait également un article à la Royal Society sur une illusion d'optique particulière, souvent considérée comme l'origine de la théorie de la persistance de la vision, qui est par la suite couramment utilisée pour expliquer le mouvement apparent dans les films et les animations.

## Biographie

### Jeunesse
Peter Mark Roget naît à Broad Street dans le quartier de Soho à Londres. Il est le fils de Jean (John) Roget (1751-1783), un clerc genevois, et de son épouse Catherine Romilly, sœur de Samuel Romilly,. Après la mort de son père, la famille s'installe à Édimbourg, en 1793, et il commence rapidement des études de médecine à l'Université d'Édimbourg, dont il sort diplômé en 1798. Samuel Romilly, qui a soutenu son éducation, fait également entrer Peter Mark Roget dans les cercles sociaux Whig.
Peter Mark Roget suit ensuite des cours dans les écoles de médecine de Londres. Vivant à Clifton, Bristol de 1798 à 1799, il connaît Thomas Beddoes et Humphry Davy, et fréquente le Pneumatic Institute.
N'entamant pas rapidement une carrière médicale, Peter Mark Roget accepte en 1802 un poste de tuteur auprès des fils de John Leigh Philips, avec qui il entame un Grand Tour, pendant la paix d'Amiens, voyageant avec un ami Lovell Edgeworth, fils de Richard Lovell Edgeworth. Lorsque la paix prend fin brusquement, il est détenu comme prisonnier à Genève. Il peut ramener ses élèves en Angleterre, fin 1803, mais Lovell Edgeworth est maintenu en captivité jusqu'à la chute de Napoléon le 6 avril 1814.

### Carrière médicale
Peter Mark Roget devient, avec l'aide de Samuel Romilly, le médecin privé de William Petty, 1er marquis de Lansdowne, qui meurt en 1805. Il succède ensuite à Thomas Percival au centre hospitalier Manchester Royal Infirmary et commence à donner des conférences sur la physiologie. Il s'installe à Londres en 1808, et en 1809 devient licencié du Royal College of Physicians. Après une longue période de travail au dispensaire et de conférences, en particulier à la Russell Institution et à la Royal Institution, il est intégré au personnel du Queen Charlotte Hospital en 1817,. Il enseigne également à la London Institution et à la Windmill Street School.
Homme politique, abolitionniste et réformateur juridique, Sir Samuel Romilly se suicide en se tranchant la gorge, mourant en présence de Peter Mark Roget, en 1818. Peter Mark avait été appelé par la famille à la suite du décès de lady Romilly.
En 1823, Peter Mark Roget et Peter Mere Latham sont amenés à enquêter sur la maladie à la prison de Millbank. En 1828, Peter Mark, avec William Thomas Brande et Thomas Telford, présente un rapport sur l'approvisionnement en eau de Londres. En 1834, il devient le premier professeur fullerien de physiologie à la Royal Institution. Il fait partie de ceux qui contribuent à la fondation de l'Université de Londres en 1837, il y est examinateur en physiologie. Il abandonne la pratique médicale en 1840.

### Thesaurus
Peter Mark Roget se retire de la vie professionnelle en 1840 et, dès 1846, il travaille sur le livre qui perpétue aujourd'hui sa mémoire. Il a été dit que Peter Mark a lutté contre la dépression pendant la majeure partie de sa vie et que le thésaurus est né en partie d'un effort pour combattre cette maladie. Un biographe a déclaré que son obsession pour l'établissement de listes comme mécanisme d'adaptation était déjà bien établie lorsque Peter Mark Roget avait huit ans. En 1805, il commence à tenir un cahier de classification des mots, organisés par leur signification. Pendant cette période, il s'installe également à Manchester, où il devient le premier secrétaire de la Portico Library.
Le catalogue de mots a été imprimé pour la première fois en 1852, sous le titre Thesaurus of English Words and Phrases Classified and Arranged so as to Facilitate the Expression of Ideas and Assist in Literary Composition. Du vivant de Peter Mark, l'ouvrage a été imprimé à vingt-huit reprises. Après sa mort, il a été révisé et augmenté par son fils, John Lewis Roget (1828-1908), puis par le fils de John, l'ingénieur Samuel Romilly Roget (1875-1953),.

### Autres centres d'intérêt
Peter Mark Roget est élu membre de la Royal Society en 1815, en reconnaissance d'un article sur une règle à calcul avec une échelle logarithmique. Il est secrétaire de la Société de 1827 à 1848. Le 9 décembre 1824, Peter Mark présente un article sur une illusion d'optique particulière au  Philosophical Transactions, qui est publié en 1825, sous le titre Explanation of an optical deception in the appearance of the spokes of a wheel when seen through vertical apertures,. L'article est remarqué par Michael Faraday et par Joseph Plateau, qui tous deux le mentionne dans leurs articles présentant de nouvelles illusions de mouvement apparent,. Elle a souvent été présentée comme la base de la persistance de la théorie de la vision, qui a longtemps été considérée à tort comme le principe à l'origine de la perception du mouvement dans l'animation et le cinéma. En 1834, Peter Mark Roget affirme avoir inventé "le phantasmascope ou phénakistiscope" au printemps 1831, quelques années avant que Joseph Plateau ne présente ce premier appareil d'animation stroboscopique.
L'un des promoteurs de la Medical and Chirurgical Society of London, qui deviendra plus tard la Royal Society of Medicine, Peter Mark Roget est également l'un des fondateurs de la Society for the Diffusion of Useful Knowledge, pour laquelle il rédige une série de manuels de vulgarisation. Il écrit de nombreux articles sur la physiologie et la santé, dont le cinquième traité de Bridgewater, Animal and Vegetable Physiology considered with reference to Natural Theology (1834), et des articles pour l' Encyclopædia Britannica. Hostile à la phrénologie, il écrit contre elle dans un supplément de la Britannica en 1818, et lui consacrant un ouvrage en deux volumes (1838).
Joueur d'échecs, dans un article paru dans le London and Edinburgh Philosophical Magazine, il résout le problème général du cavalier ouvert. Il compose des problèmes d'échecs, et conçoit un échiquier de poche peu coûteux,.

### Famille
En 1824, Peter Mark Roget épouse Mary Taylor (1795-1833), fille de Jonathan Hobson. Le couple a un fils, John Lewis (1828-1908), et une fille, Kate.

### Fin de vie

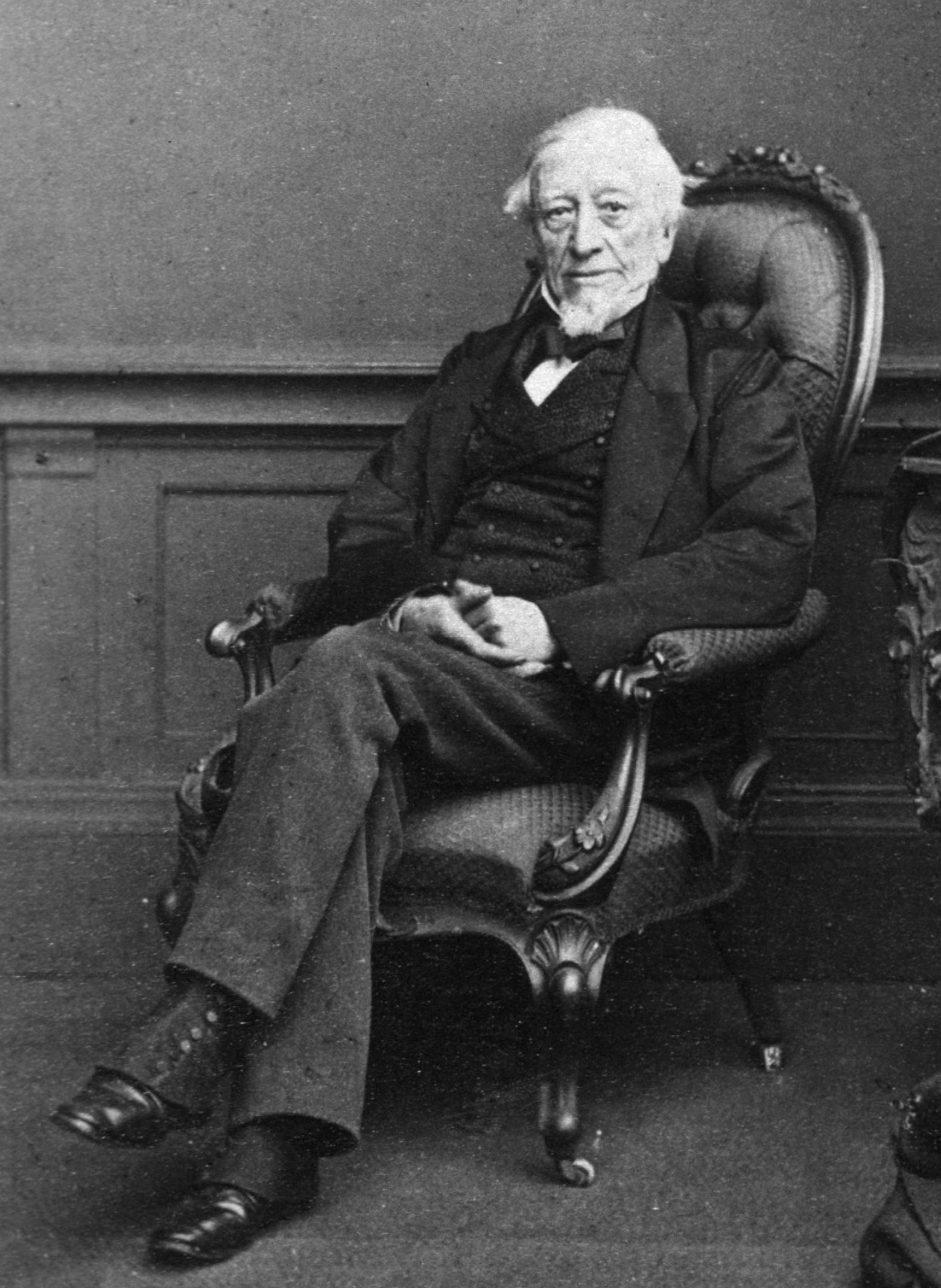
Peter Mark Roget c. 1865.

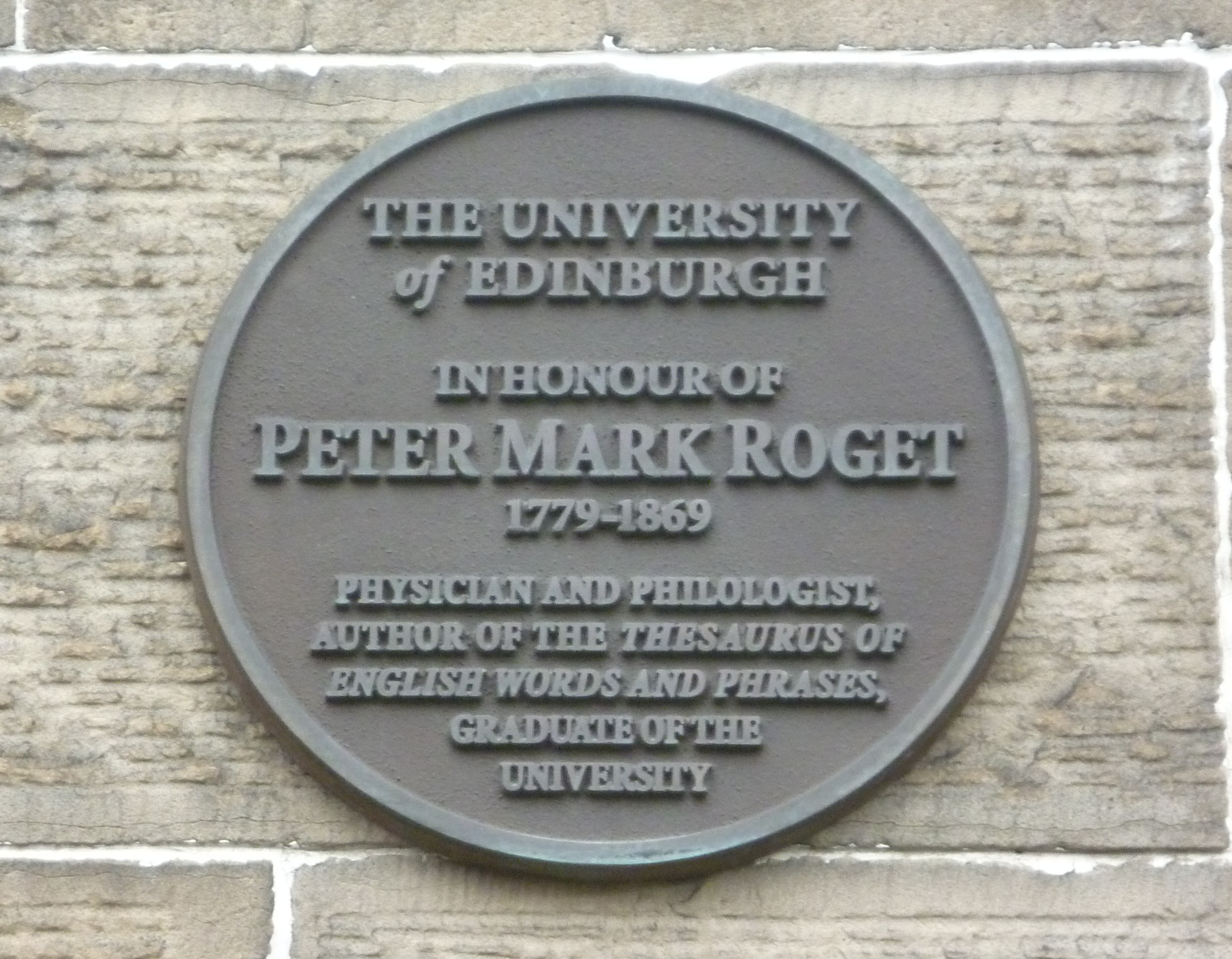
Plaque Roget, George Square, Édimbourg.

Peter Mark Roget devient sourd et c'est sa fille Kate qui s'occupe de lui. Il meurt pendant ses vacances à West Malvern dans le Worcestershire,,, à l'âge 90 ans et est inhumé dans le cimetière de l'église St James. Un monument commémoratif se trouve à l'église paroissiale locale de St Mary sur Paddington Green Church.

## Publications
- Treatises on Electricity, Galvanism, Magnetism, and Electro-magnetism, Londres, Baldwin and Cradock, 1832 (LCCN 08007072, lire en ligne)
- Animal and Vegetable Physiology Considered with Reference to Natural Theology, vol. I–II, Londres, William Pickering, coll. « Bridgewater Treatises », 2009 (1re éd. 1834), 673 p. (ISBN 978-1-108-00008-6, LCCN 06011266)
- Thesaurus of English Words and Phrases, Londres, Longman, Brown, Green, and Longmans, 1856, Fourth éd. (lire en ligne)

## Dans la littérature
L'écrivain canadien Keath Fraser a publié en 1982 une histoire, Roget's Thesaurus, qui est racontée par la voix de Peter Mark Roget. Il fait parler Peter Mark Roget sur la mort de sa femme, des suites d'un cancer.
Peter Mark Roget apparaît également dans An Experiment with an Air Pump de Shelagh Stephenson, dont l'action se déroule en 1799, en tant que seul personnage historique. La pièce se déroule dans la maison fictive de Joseph Fenwick, et Peter Mark Roget est l'un des assistants de Fenwick.
Une biographie de Peter Mark Roget en album illustré intitulée The Right Word: Roget and His Thesaurus a été publié par Eerdmans Books en 2014. Il a été désigné livre Caldecott Honor pour l'excellence de son illustration et a remporté la médaille Sibert pour l'excellence de la non-fiction pour enfants,.